# マンノース-6-リン酸
マンノース-6-リン酸（マンノース-6-リンさん、mannose-6-phosphate、略称: M6P）は、免疫系においてレクチンによって結合される分子である。M6Pはマンノース-6-リン酸イソメラーゼによってフルクトース-6-リン酸へと変換される。
M6Pは、リソソームへと輸送される予定の酸性加水分解酵素前駆体タンパク質のための重要な標的シグナルである。M6Pタグはシス-ゴルジ体中のそういったタンパク質へ付加される。具体的には、ウリジン二リン酸（UDP）とN-アセチルグルコサミンが関わる反応において、N-アセチルグルコサミン-1-リン酸転移酵素がアスパラギン残基とM6PのN-結合型グリコシル化を触媒する。M6P標的シグナルで一旦適切に印が付けられると、これらのタンパク質はトランス-ゴルジ網へと移動される。ここで、pH 6.5-6.7においてM6P部分がマンノース-6-リン酸受容体によって認識・結合される。
M6Pでタグ付けされたリソソーム酵素は小胞輸送によって後期エンドソームへと送り出される。いくつかのリソソーム蓄積症に対する酵素補充療法（ERT）は、人工酵素をそれらが特定の基質を代謝することができるリソソームへと効率的に向かわせるためにこの経路に依存している。後期エンドソーム内のpHは6.0にも達し、これによって受容体からのM6Pの解離が引き起こされる。一旦遊離すると、酵素はリソソームにおけるそれらの最終目的地へと運ばれる。マンノース-6-リン酸受容体は後期エンドソームから離れるベシクルへと詰め込まれ、トランス-ゴルジ網へ戻る。このようにして、マンノース-6-リン酸受容体は再利用することができる。